# Pasadena Hills (Florida)
Pasadena Hills ist  ein census-designated place (CDP) im Pasco County im US-Bundesstaat Florida. Das U.S. Census Bureau hat bei der Volkszählung 2020 eine Einwohnerzahl von 11.120 ermittelt. 

## Geographie
Pasadena Hills liegt rund 15 km nördlich von Dade City sowie etwa 40 km nordöstlich von Tampa.

## Demographische Daten
Laut der Volkszählung 2010 verteilten sich die damaligen 7570 Einwohner auf 3942 Haushalte. 88,2 % der Bevölkerung bezeichneten sich als Weiße, 5,1 % als Afroamerikaner, 0,4 % als Indianer und 2,2 % als Asian Americans. 2,0 % gaben die Angehörigkeit zu einer anderen Ethnie und 2,1 % zu mehreren Ethnien an. 10,6 % der Bevölkerung bestand aus Hispanics oder Latinos.
Im Jahr 2010 lebten in 26,8 % aller Haushalte Kinder unter 18 Jahren sowie 42,6 % aller Haushalte Personen mit mindestens 65 Jahren. 68,9 % der Haushalte waren Familienhaushalte (bestehend aus verheirateten Paaren mit oder ohne Nachkommen bzw. einem Elternteil mit Nachkomme). Die durchschnittliche Größe eines Haushalts lag bei 2,43 Personen und die durchschnittliche Familiengröße bei 2,89 Personen.
21,9 % der Bevölkerung waren jünger als 20 Jahre, 18,9 % waren 20 bis 39 Jahre alt, 27,0 % waren 40 bis 59 Jahre alt und 32,1 % waren mindestens 60 Jahre alt. Das mittlere Alter betrug 47 Jahre. 49,2 % der Bevölkerung waren männlich und 50,8 % weiblich.
Das durchschnittliche Jahreseinkommen lag bei 43.621 $, dabei lebten 3,8 % der Bevölkerung unter der Armutsgrenze.